# 高桥烈士陵园
高桥烈士陵园位于上海市浦东新区高桥镇欧高公路钟家弄78号，用以安葬1619名在上海战役中阵亡的革命烈士。

## 介绍
高桥烈士陵园，原名高桥烈士墓，占地面积25611平方米（一说25138.06平方米），于1954年兴建，并在2003年改扩建。陵园大门上为吴邦国题写的“高桥烈士陵园”，陵园悼念广场的中心有纪念碑，上有陈毅题词“为解放上海而牺牲的英雄们永垂不朽”，碑高19.49米，碑基座高5米，前方共有12个台阶直达碑前，寓意着1949年5月12日上海战役开始。纪念碑后有大型“八一”雕塑，另有黑大理石墙，上刻有“序言”和烈士名单。园内亦有上海战役浦东纪念馆，由迟浩田题写馆名，建筑面积达2846平方米，展厅面积1500平方米，展现当年上海战役，尤其是高桥一战的战斗场景。陵园是中华人民共和国国务院和上海市重点烈士纪念建筑物保护单位，从1995年起成为全国百家爱国主义教育基地之一，2009年被评为上海市国防教育基地。

## 参观信息
- 开放时间：周一至周五8:30-16:00，双休日需要提前预约，3月20日-4月30日的清明期间为8:00-16:00。